# Resurs-P 1
Il Resurs-P 1 (in russo Ресурс-П?) è stato un satellite per telerilevamento commerciale russo facente parte del programma Resurs-P.

## Descrizione e scopo
Pesante oltre 6 tonnellate, lungo 7,93 metri e largo 2,72, il Resurs-P 1 è stato realizzato dalla TsSKB Progress sul modello dei satelliti militari Yantar e, così come gli altri satelliti dello stesso programma, aveva come scopo il telerilevamento della superficie terrestre volto ad acquisire immagini visibili di alta qualità quasi in tempo reale, arrivando a una risoluzione massima di 0,7 m per le immagini pancromatiche e di 3,0 m per le immagini multispettrali, nonché la trasmissione di dati on-line tramite collegamento radio e la messa a disposizione dei dati elaborati a un'ampia gamma di utenti istituzionali, tra cui figuravano i ministeri russi delle risorse naturali, dell'agricoltura, della pesca, dei trasporti e altri ancora.
Per svolgere le sue funzioni, il satellite era quindi dotato di una serie di sensori e fotocamere tra cui il principale era il dispositivo iperspettrale Geoton-L1, a cui si affiancava, tra gli altri, la fotocamera multispettrale a campo largo KShMSA.

## Lancio e operatività
Il Resurs-P 1 è stato lanciato dal sito di lancio 31/6 del cosmodromo di Bajkonur il 25 giugno 2013 a bordo di un razzo Sojuz 2.1b e posto su un'orbita geocentrica eliosincrona tra i 470 e i 480 km di quota.
Nel gennaio 2022, l'allora direttore generale del Progress Rocket Space Center, l'odierna TsSKB Progress, Dimitriy Baranov, ha rivelato che il satellite era stato disattivato nel dicembre 2021 a causa del "guasto delle apparecchiature di bordo".
Tra le 13:05 UTC del 26 giugno 2024 e le 00:51 UTC del 27 giugno 2024, stando a quanto affermato da LeoLabs, un servizio commerciale per il tracciamento dei satelliti in orbita terrestre bassa, il Resurs-P1 esplodendo ha disperso un centinaio di frammenti a una quota compresa tra i 350 e i 363 chilometri. Si ritiene che tale frantumazione, che per alcune ore ha fatto scattare l'allarme sulla Stazione Spaziale Internazionale, data la possibilità che uno dei detriti generati colpisse la stazione, sia da imputare a un'imperfetta passivazione di Resurs-P 1, ossia alla mancata rimozione di qualsiasi fonte di energia interna, come lo scarico delle batterie o lo sfiato dei serbatoi, che va invece effettuata al termine della vita operativa di ogni satellite onde evitare rischi di esplosioni e frammentazioni anche a distanza di anni.